# Kwemo Barghebi
Kwemo Barghebi – wieś w Gruzji (Abchazji), w regionie Gali. W 2011 roku liczyła 1677 mieszkańców.